# 梁承裕
梁承裕（英語：LEUNG, Shing-Yu），香港數學家，香港科技大學數學系教授，2016年到2023年為香港科技大學理學院副院長。

## 學術生涯
梁承裕畢業於南屯門官立中學，並於香港科技大學，取得數學理學士(1999)及數學哲學碩士(2001)學位，後於美國加利福尼亞大學洛杉磯分校數學哲學博士(2006)。
梁承裕為恆隆數學獎執行委員會主席。